# Fry’s Island
Fry’s Island, auch bekannt als De Montfort Island, ist eine Insel in der Themse in England. Die Insel liegt flussaufwärts des Caversham Lock bei Reading in Berkshire.
Fry’s Island kann nur mit dem Boot erreicht werden. Auf der Insel gibt es ein privates Wohnhaus (Demontfort House), eine Bootswerkstatt mit Wohnung (Caversham Boat Services) und einen Bowling-Club (Island Bohemian Club). Jeder davon unterhält seinen eigenen Fährdienst.

## Geschichte
Fry’s Island ist der Ort eines Gerichtskampfes zwischen Robert de Montfort und Henry d’Essex, dem Standartenträger von Heinrich II. Der Kampf wurde ausgetragen, als der Hof 1163 in der Abtei Reading ansässig war. Robert hatte Henry d’Essex der Feigheit und des Verrats beschuldigt, da er während einer Schlacht mit den Walisern die königliche Standarte habe fallen lassen und gerufen habe soll, dass der König tot sei. Der Beschuldigte verwahrte sich gegen diese Anklage.
Der König entschied, dass der Streit mit einem Kampf an dem Ort, der nun Fry’s Island ist, beigelegt werden sollte. Im Verlauf des Kampfes fiel Henry d’Essex verwundet zu Boden und wurde als tot angesehen. Der König befahl den Mönchen der Abtei die Leiche zu beerdigen. Aber Henry war nicht tot und die Mönche pflegten ihn gesund. Da er den Kampf verloren hatte, wurde er schuldig im Sinne der Anklage befunden und verlor seinen Besitz und seine Titel. Es wurde ihm jedoch erlaubt, ein Mönch in der Abtei zu werden, wo er den Rest seines Lebens verbrachte.
Die erste Erwähnung des Island Bohemian Club stammt aus dem Jahr 1908, als er seine Hauptversammlung unter dem Namen Old Codgers Club abhielt. Der heutige Name wurde im Jahr 1909 angenommen. Der Club erwarb das Land seines Geländes auf der Insel in zwei Schritten 1961 und 1968.
Demontfort House wurde 1897 gebaut. Im Zweiten Weltkrieg war es ein Club der amerikanischen Armee. In den 1960er Jahren war es der Blue Beat Island Club.
Caversham Boat Services wurde 1970 gegründet. Die Wohnung und die Werkstatt befinden sich in einem Gebäude, das einmal dem Reading Rowing Club gehörte, aus dem Jahr 1893. Die angrenzende Bootswerft Bridge Boats wurde 1958 als Werft für Holzboote gegründet und in den 1980er Jahren in einen Bootsverleih umgewandelt. Das Unternehmen wurde von Caversham Boat Services 2009 übernommen.